# Camerana
Camerana là một đô thị tại tỉnh Cuneo trong vùng Piedmont của Italia, vị trí cách khoảng 80 km về phía đông nam của Torino và khoảng 45 km về phía đông của Cuneo. Tại thời điểm ngày 31 tháng 12 năm 2004, đô thị này có dân số 709 người và diện tích 23,9 km².
Camerana giáp các đô thị: Gottasecca, Mombarcaro, Monesiglio, Montezemolo, Sale delle Langhe, Sale San Giovannivà Saliceto.